# Xenanthura
Xenanthura är ett släkte av kräftdjur. Xenanthura ingår i familjen Hyssuridae.
Kladogram enligt Catalogue of Life:
| Xenanthura | \| \| Xenanthura bacescui \| \| \| \| \| \| Xenanthura brevitelson \| \| \| \| \| \| Xenanthura conchae \| \| \| \| \| \| Xenanthura linearis \| \| \| \| \| \| Xenanthura orientalis \| \| \| \| \| \| Xenanthura sinaica \| \| \| \| \| \| Xenanthura ulawa \| \| \| \| \| \| Xenanthura victoriae \| \| \| \| |
|            | \| \| Xenanthura bacescui \| \| \| \| \| \| Xenanthura brevitelson \| \| \| \| \| \| Xenanthura conchae \| \| \| \| \| \| Xenanthura linearis \| \| \| \| \| \| Xenanthura orientalis \| \| \| \| \| \| Xenanthura sinaica \| \| \| \| \| \| Xenanthura ulawa \| \| \| \| \| \| Xenanthura victoriae \| \| \| \| |
|            | Belura |
|            | |
|            | Galziniella |
|            | |
|            | Hyssura |
|            | |
|            | Kupellonura |
|            | |
|            | Neohyssura |
|            | |
|            | Xenanthura bacescui |
|            | |
|            | Xenanthura brevitelson |
|            | |
|            | Xenanthura conchae |
|            | |
|            | Xenanthura linearis |
|            | |
|            | Xenanthura orientalis |
|            | |
|            | Xenanthura sinaica |
|            | |
|            | Xenanthura ulawa |
|            | |
|            | Xenanthura victoriae |
|            | |

|  | Xenanthura bacescui    |
|  |                        |
|  | Xenanthura brevitelson |
|  |                        |
|  | Xenanthura conchae     |
|  |                        |
|  | Xenanthura linearis    |
|  |                        |
|  | Xenanthura orientalis  |
|  |                        |
|  | Xenanthura sinaica     |
|  |                        |
|  | Xenanthura ulawa       |
|  |                        |
|  | Xenanthura victoriae   |
|  |                        |